# Grays Harbor

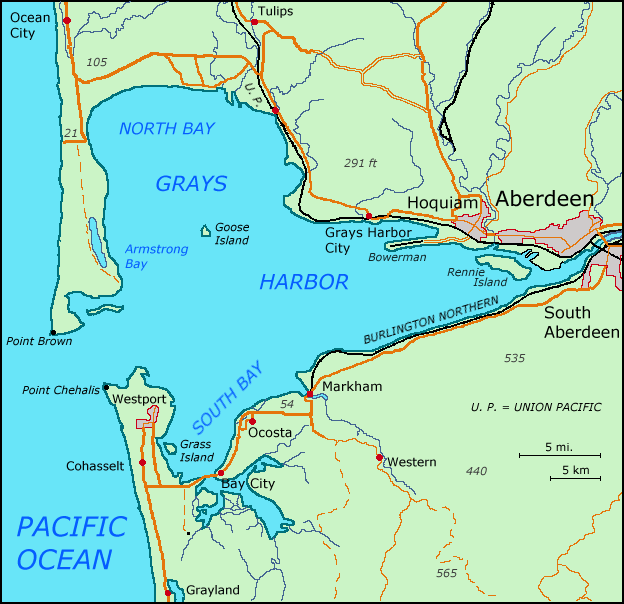
Karte von Grays Harbor

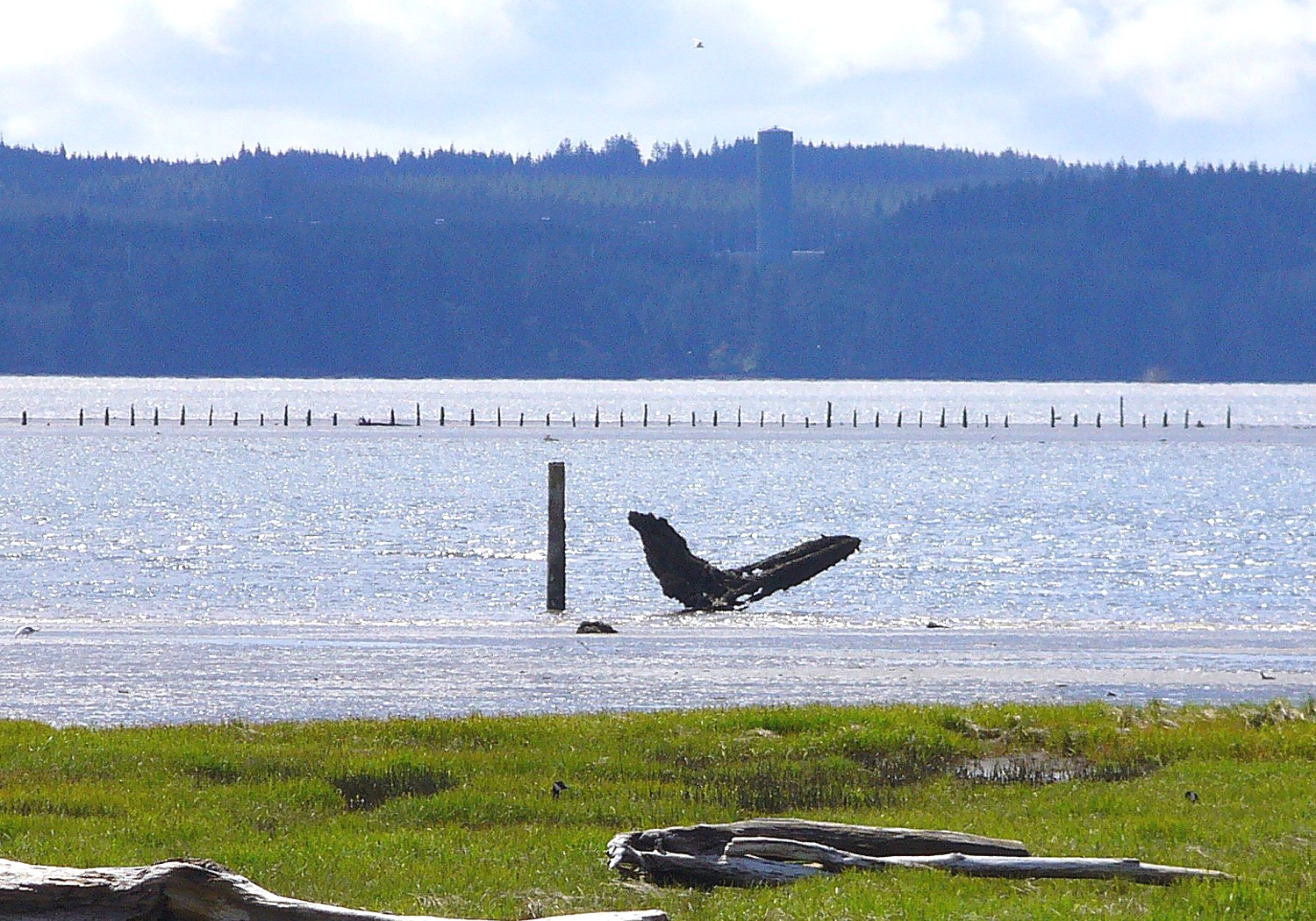
Grays Harbor bei Hoquiam mit Blick nach Süden.

Grays Harbor ist ein Ästuar an der Pazifikküste des US-Bundesstaates Washington, etwa 70 km nördlich der Mündung des Columbia Rivers. Das Gewässer ist etwa 25 km lang und bis 17 km breit.  Am östlichen Ende fließt bei der Stadt Aberdeen der Chehalis River ein. Aberdeen liegt am nördlichen Ufer und die kleinere Stadt Hoquiam schließt sich unmittelbar westlich an. Abgesehen vom Chehalis River münden in den Ästuar noch eine Reihe weiterer Wasserläufe ein, von denen der Humptulips River der bedeutendste ist.
Zwei niedrige Halbinseln trennen Grays Harbor vom Pazifischen Ozean, mit dem der Ästuar nur durch eine etwa 3,5 km weite Öffnung verbunden ist. Die nördliche Halbinsel ist zum größten Teil durch die Gemeinde Ocean Shores belegt. Der südlichste Punkt der Halbinsel ist Point Brown, der dem Point Chehalis am Nordende der südlichen Halbinsel gegenüberliegt. Auf der südlichen Halbinsel befindet sich die Stadt Westport.
Grays Harbor wurde durch Kapitän George Vancouver nach Robert Gray benannt, der diesen natürlichen Hafen am 7. Mai 1792 entdeckte und mit seinem Schiff Columbia Rediviva befahren hat. Gray nannte die Bucht ursprünglich Bullfinch Harbor, die Berichte von George Vancouvers Forschungsreisen in der Region – beide Kapitäne hatten sich nur einige Tage zuvor auf See getroffen – wurden im Gegensatz zu Grays Reisen ausgiebig publiziert und so setzte sich der Name Grays Harbor durch. (Einige Tage später, am 11. Mai 1792, entdeckte Gray einen schiffbaren Kanal in den Mündungstrichter des Columbia River und Gray war der erste Weiße, der hineinfuhr.)